# Wzgórze Mikołajskie
Wzgórze Mikołajskie to sztucznie usypane wzniesienie położone pomiędzy osiedlami Szczepin i Popowice we Wrocławiu, zlikwidowane w latach 2003–2007. Powstanie wzgórza wiąże się głównie z odgruzowywaniem miasta po zniszczeniach wojennych. Tu między innymi wywożony był gruz ze zniszczonych budowli i budynków. Zasadnicze usypisko powstało w latach pięćdziesiątych i sześćdziesiątych XX wieku. Do końca swego istnienia hałda pozostawała niezagospodarowana. Samoistnie powstało tu jedynie środowisko oparte na roślinności ruderalnej. Na wzgórzu oprócz roślinności niskiej, rosły drzewa i krzewy, głównie akacje. Dawały one namiastkę naturalnego środowiska, powodując, że dochodziło do pojawiania się w obrębie wzgórza dzikiej zwierzyny. W obszarze wysypiska znajdowano i przypuszczalnie nadal znajduje się wiele niewybuchów.

## Położenie
Teren, na którym znajdowało się usypisko, leży w obrębie osiedla Popowice. Zarówno na wschodzie przebiega linia kolejowa, za którą położony jest Szczepin, jak i na zachodzie, za którą położone są Popowice, a konkretnie Magnolia Park. Na północy przebiega ulica Legnicka, a na południu ulica Bolkowska. Na wschodniej linii kolejowej znajduje się bezpośrednio przy terenie stacja kolejowa Wrocław Mikołajów.

## Przeznaczenie terenu
Ponieważ teren na którym zlokalizowane było wzgórze, znajduje się stosunkowo blisko centrum miasta, przy jednej z głównych arterii komunikacyjnych, z dobrym połączeniem komunikacji miejskiej (linie tramwajowe i autobusowe) oraz w bezpośrednim sąsiedztwie stacji kolejowej i dużych osiedli, miasto zdecydowało o likwidacji wzgórza. W ten sposób pozyskany teren jest przeznaczony do sprzedaży pod inwestycje biurowe, handlowe i rozrywkowe. Teren przeznaczony pod inwestycje zajmuje obszar około 8 ha. Wcześniej, bo około 2004 roku, teren ten był brany pod uwagę, jako miejsce lokalizacji planowanej budowy Parku Wodnego. Ostatecznie jednak wybrano teren przy ulicy Borowskiej.